# 3 000 mètres steeple masculin aux Jeux olympiques d'été de 1988
Pour un article plus général, voir Athlétisme aux Jeux olympiques d'été de 1988.
Navigation
Los Angeles 1984 Barcelone 1992
L'épreuve du 3 000 mètres steeple masculin aux Jeux olympiques de 1988 s'est déroulée les 26 et 30 septembre 1988 au Stade olympique de Séoul, en Corée du Sud. Elle est remportée par le Kényan Julius Kariuki.

## Résultats

### Finale
| Rang               | Athlète                       | Temps              |
| ------------------ | ----------------------------- | ------------------ |
| Médaille d'or      | Julius Kariuki (KEN)          | 8 min 05 s 51 (RO) |
| Médaille d'argent  | Peter Koech (KEN)             | 8 min 06 s 79      |
| Médaille de bronze | Mark Rowland (GBR)            | 8 min 07 s 96      |
| 4                  | Alessandro Lambruschini (ITA) | 8 min 12 s 17      |
| 5                  | William Van Dijck (BEL)       | 8 min 13 s 99      |
| 6                  | Henry Marsh (USA)             | 8 min 14 s 39      |
| 7                  | Patrick Sang (KEN)            | 8 min 15 s 22      |
| 8                  | Boguslaw Maminski (POL)       | 8 min 15 s 97      |
| 9                  | Francesco Panetta (ITA)       | 8 min 17 s 79      |
| 10                 | Hagen Melzer (GDR)            | 8 min 19 s 82      |
| 11                 | Graeme Fell (CAN)             | 8 min 21 s 73      |
| 12                 | Raymond Pannier (FRA)         | 8 min 23 s 80      |
| 13                 | Azzedine Brahmi (ALG)         | 8 min 26 s 68      |

## Légende
Records et Performances
- AR : Record continental (area record)
- CR : Record des championnats (championship record)
- MR : Record du meeting (meet record)
- NR : Record national (national record)
- OR : Record olympique (olympic record)
- PR : Record paralympique (paralympic record)
- PB : Record personnel (personal best)
- SB : Meilleure performance personnelle de la saison (season's best)
- WL : Meilleure performance mondiale de l'année (world leader)
- WJR : Record du monde junior (world junior record)
- WR : Record du monde (world record)

Circonstances et Conditions
- DNF : N'a pas terminé (did not finish)
- DNS : N'a pas pris le départ (did not start)
- DQ : Disqualification (disqualification)
- NM : Aucun essai valable enregistré (No Mark)
- Q : Qualifié « directement » au prochain tour (ou à la prochaine compétition), lors d'une compétition majeure, grâce au classement ou à la réalisation des minima (automatic qualifier)
- q : Qualifié au prochain tour (ou à la prochaine compétition), lors d'une compétition majeure, grâce au repêchage ou à la réalisation de l'une des meilleures performances parmi celles des « non qualifiés directement » (grâce au meilleur temps ou à la meilleure distance par exemple) (secondary qualifier)